# Platyarthrus acropyga
Platyarthrus acropyga är en kräftdjursart som beskrevs av Goverdhan Lal Chopra1924. Platyarthrus acropyga ingår i släktet Platyarthrus och familjen myrbogråsuggor. Inga underarter finns listade i Catalogue of Life.